# حيرام جورج رونيلس
هو سياسي أمريكي وحاكم ولاية مسيسيبي الأمريكية ينتمي إلى الحزب الديمقراطي، ولد حيرام جورج رونيلس في 17 ديسمبر من سنة 1796 في مقاطعة هانكوك بولاية جورجيا الأمريكية. شغل حيرام جورج رونيلس منصب حاكم على ولاية مسيسيبي ما بين عامي 1833 إلى عام 1835. انتقل في سنة 1842 إلى ولاية تكساس، وتوفي رونيلس في 17 ديسمبر من سنة 1857 في ولاية تكساس.